# Ramona Eriksen
Ramona Eriksen (ur. 1 października 1996) – norweska zapaśniczka walcząca w stylu wolnym. Zajęła dwunaste miejsce na mistrzostwach świata w 2021. Dziewiąta na mistrzostwach Europy w 2021. Złota medalistka mistrzostw nordyckich w 2018 i brązowa w 2015. Trzecia na mistrzostwach świata i Europy kadetów w 2013 roku.
Mistrzyni Norwegii w 2017, 2018, 2019 i 2020; druga w 2014 i 2016 roku.